# Ya Bilad
Ya Bilad (en arabe : Ya Biladi) est un parti politique libyen fondé en 2020 par Nouri Bousahmein, président du Congrès général national du 25 juin 2013 au 5 avril 2016 dont l'objectif est de "développer une vision pour atteindre un État civil en Libye".

## Idéologies
Dans un entretien exclusif avec le chef du parti, Nouri Bousahmein décrit son parti politique comme ayant une idéologie centrée sur la construction d'un État solide et constitutionnel, avec des institutions souveraines qui respectent la séparation des pouvoirs et qui sont dévouées à la justice, à la législation et à l'exécutif. Il affirme également que son parti veut renforcer les relations avec les pays voisins et asseoir la position de la Libye dans la communauté internationale en s'appuyant sur son histoire et ses sacrifices.